# Saclà
Saclà est une entreprise alimentaire italienne fondée en 1939, qui fabrique entre autres, des sauces et des antipasti. Le nom Saclà est un acronyme de « Societa anonima commercio lavorazione alimentari ».
Elle a été fondée par Secondo Ercole et sa femme Piera à Asti dans le Piémont.
L’entreprise a toujours conservé une gestion familiale et aujourd’hui encore, bien que passée de petite entreprise familiale à grande entreprise internationale, elle est gérée par les héritiers du couple.
Dans les années 90, des filiales ont vu le jour en Grande Bretagne, en Allemagne et en France.

## Historique
Après la seconde guerre mondiale, Secondo Ercole, exportateur de produits maraîchers, vers les entreprises de transformation, a eu l’idée d’utiliser la surproduction de légumes de la province d’Asti, de très bonne qualité, en faisant des conserves afin de les utiliser toute l’année. C’est ainsi qu’est née, en 1939, Saclà, devenant ainsi l’une des premières industries de la conserve du Piémont.
Dans les années 50-60, période faste grâce au boom économique, Saclà innove avec la capsule « twist off », nouveauté importée des États-Unis et la pasteurisation. Cela permet à l’entreprise une commercialisation de produits à grande échelle.
Dans les années 70, grâce au vecteur de la télévision et de la publicité, Saclà devient de plus en plus populaire auprès des consommateurs italiens. Elle doit cependant, durant toute cette période, faire face à une grave crise économique, avec une forte réduction de consommation alimentaire ce qui entraîne une baisse de la production et des répercussions sur l’emploi.
Au cours des années 80, de nombreux nouveaux produits sont introduits sur le marché : une gamme de cornichons moins acide mais aussi et surtout, les condiments pour les pâtes à longue conservation avec comme produit star le fameux « Pesto ».
Quelques années plus tard ces produits seront fondamentaux pour conquérir le marché étranger.
C’est ce qu’il se passe dans les années 90 où l’entreprise commence à exporter ses sauces les plus typiques en Europe. Saclà est aujourd’hui présente dans plus de 50 pays.
Des filiales ont été ouvertes au Royaume uni, en Allemagne, en France et aux Usa.

## Saclà France
Cette filiale a été fondée en 1995 et est basée à Montauroux (Var).Elle a vu le jour afin de mieux appréhender la prise en charge du marché très prometteur qu’est la France.
En quelques chiffres…
Saclà est présente dans toutes les enseignes de la grande distribution.
Elle emploie près de 40 salariés. 

## Produits Saclà
La gamme de produits peut varier d’un pays à un autre.
Elle se compose notamment de pulpe et passata de tomates bio
Sauces (classiques : bolognese, arrabbiata,…ou plus originales : sauce aux tomates cerises et parmesan, figues noisettes…)
Une très bonne sauce arabiatta et un pesto pas mal avec une version ail des ours plutôt originale.
Vaste gamme de Pesto du plus classique au plus original (pesto alla genovese, pesto aux olives, aux aubergines, à la truffe blanche, pesto rosso gingembre et curcuma, pesto au basilic, tofu et graines de chanvre…)
Gamme variée d’antipasti (olives, poivrons, tomates séchées, cœurs d’artichaut…)
Pâtes bio (blanches, semi-complètes, de mais et de riz sans gluten)
Huiles d’olive (vierge extra) et vinaigres balsamiques bio
Condiments bio et sans gluten (ketchup)
Tartinables bio (tapenade, tomates séchées…)

## Politique Environnementale
L’entreprise Saclà est active sur le plan environnemental. Elle essaie de mener une politique en phase avec ses convictions. Cela se traduit par une réduction de la consommation énergétique, de l’empreinte carbone, des déchets, des emballages et de l’utilisation d’eau…
C’est une entreprise certifiée ISO 14001, ISO 9001, CE 1221, IFS, BRC.
Son enjeu est d’offrir une gamme de produits sains et respectueux de la biodiversité ainsi que d’améliorer les conditions sociales et environnementales de la chaîne d’approvisionnement.
La filiale française s’est lancée dans une démarche RSE (responsabilité sociétale des entreprises). 
Saclà s’est fixé comme objectifs, de favoriser les relations de confiance avec les différents acteurs (développement des partenariats durables…), de soutenir une consommation responsable (soutien de filières locales…), de réduire son impact environnemental (limiter les déchets et emballages…) et de valoriser les équipes en renforçant leur engagement et leur motivation (actions pour le bien-être au travail, favoriser l’évolution des collaborateurs..).
Toute cette politique menée est facilitée par le fait que Saclà soit une entreprise familiale au capital fermé avec des projets en auto-financement.